# Yukari Morikawa
Pour les articles homonymes, voir Morikawa.
Yukari Morikawa (森川由加里, Morikawa Yukari), née le 12 avril 1963 à Tokyo est une actrice japonaise, chanteuse de J-pop, et tarento de radio et télévision, représentée par l'agence Volante de la compagnie Geino Jimusho (ja).

## Biographie
Elle débute en 1986, apparaissant dans un drama, puis sort de nombreux disques entre 1987 et 1994. Son deuxième single, Show Me, thème musical d'un drama et reprise du titre du groupe américain The Cover Girls (en), se classe N°1 des ventes à l'oricon en 1987.
En 1989, elle apparait dans le film Roppongi Banana Boys (六本木バナナ・ボーイズ), et recommence en parallèle à tourner pour la télévision, apparaissant dans une quinzaine de dramas, des publicités, et de nombreuses émissions télévisées en tant que « tarento », au cours des deux décennies suivantes.
En 1992, elle interprète le thème de fin de la série anime Space Oz no Bouken (en) : Hikari no Tabibito (光の旅人). En 1995, elle cesse d'enregistrer des disques, mais collabore au projet musical Save The Earth de Carmen Maki. En 2004, elle redevient chanteuse au sein du groupe The Unit, accompagnée par deux ex-membres du groupe de folk nippon Off Course (en). En 2006, elle sort un nouveau single en solo, treize ans après le précédent, et ouvre un blog officiel.

## Discographie

### Singles
- 1987.07.22 : Ame no Carmen (雨のカルメン)
- 1987.10.26 : SHOW ME
- 1988.02.25 : IN YOUR EYES
- 1988.06.09 : Hi!Hi!Hi!
- 1988.06.25 : SHOW ME AGAIN (maxi 4 titres)
- 1988.12.21 : カシミアにくるまって
- 1989.03.01 : Anata Rashiku (あなたらしく)
- 1989.05.25 : VIVIAN
- 1989.11.01 : Tamerai (ためらい)
- 1990.02.21 : 風の中で出逢いたい
- 1990.07.25 : 東京チャキチャキ気質
- 1991.02.21 : 夢　元気？
- 1992.06.25 : SLOW LOVE DOWN
- 1992.11.26 : Hikari no Tabibito (光の旅人)
- 1993.06.25 : Who are you (duo avec Yudai Suzuki)
- 2006 : In My Hat

### Albums
- 1987.12.5 : SHOW ME
- 1988.8.1 : Hi!Hi!Hi!
- 1989.5.25 : VIVIEN
- 1994.2.2 : REFASHION

Compilations
- 1995.11.25 : Super Best 2000
- 2004.12.22 : Golden Best

### Vidéo
- 1988 : YUKARI VISION

### The Unit
Singles
- 2004 : Zetsuai ～絶対の愛～
- 2007 : SHOW ME 2007
- 2009 : サクラ風